# Louis Trichardt
Louis Trichardt (w latach 2003-2007 jako Makhado) − miasto, zamieszkane przez 25 360 ludzi (2011), w Republice Południowej Afryki, w prowincji Limpopo.
Miasto jest położone na południowych zboczach pasma Soutpansberg. W regionie uprawia się liczi chińskie, banany, mango i orzechy.
Jako większość miast, Louis Trichardt ma początek w osadnictwie voortrekkerów. Dotarli oni w rejon gór Soutpansberg w 1836 roku, pod przewodnictwem Louisa Tregardta (Trichardta) i Hansa van Rensburga.
Louis Trichardt zostało ostatecznie i oficjalnie założone jako miasto w lutym 1899 roku.